# Corbicula fluminalis
Corbicula fluminalis – gatunek inwazyjnego małża z rodziny korbikulowatych (Corbiculidae) opisany naukowo z rzeki Eufrat, przez część systematyków zaliczany do rodziny Cyrenidae. Jest jednym z dwóch gatunków korbikulowatych występujących w  Polsce, drugim jest Corbicula fluminea, przy czym klasyfikacja obydwu jest niejasna. W zapisie kopalnym Europy znany od dolnego plejstocenu.

## Występowanie
Naturalny zasięg występowania tego gatunku obejmuje północny Iran, Afganistan, Mezopotamię, południowo-wschodnią Anatolię, Bliski Wschód, Kaszmir, Indie i Kaukaz Południowy. Występuje w rzekach, kanałach nawadniających i jeziorach.
Gatunek został zawleczony do Europy. W Polsce pojawił się przed rokiem 2004 na pojedynczym stanowisku w Dolnej Odrze, na Pomorzu Zachodnim. 

## Budowa
Muszla tego małża jest grubościenna, owalno-trójkątna, silnie uwypuklona, wyraźnie asymetryczna, o błyszczącej, silnie i równomiernie żeberkowanej powierzchni. Wierzchołek muszli jest lekko skręcony i skierowany ku przodowi. Periostrakum ma barwę oliwkowożółtą. Więzadło zewnętrzne. Wymiary muszli: wysokość do 26 mm, długość do 26 mm, szerokość do 19 mm. 

## Biologia
Biologia tego gatunku jest słabo poznana. Corbicula fluminalis jest filtratorem. Żywi się planktonem. Rozmnaża się przy temperaturze 6–15 °C. W rozwoju występuje larwa typu weliger.